# Damel Flowers
Damel Flowers, född 28 oktober 1960, är en friidrottare från Belize. Han deltog vid olympiska sommarspelen 1984.